# 梅穆環礁
穆拉库环礁（羅馬化：Mulakatholhu），行政名称为梅穆環礁（英語：Meemu Atoll；以第十个它拿字母命名），是馬爾代夫的行政環礁，由33個島嶼（其中9座有人居住）組成。在2014年，該環礁的人口約有5,473人。
梅穆環礁是行政環礁，僅為行政區劃，並不是自然環礁。一如其他行政環礁，這些名稱並不能精確地從地理或文化上劃分馬爾代夫。

## 外部鏈結
梅穆環礁官方介紹（英語） （页面存档备份，存于）